# Elecciones generales de Venezuela de 1993
Las elecciones generales de  Venezuela de 1993 se realizaron el domingo 5 de diciembre de 1993, en conjunto con las elecciones parlamentarias, dando como resultado ganador a Rafael Caldera con el partido Convergencia. La elección marcó la primera derrota electoral en 35 años de democracia de los partidos tradicionales Acción Democrática y COPEI.

## Contexto

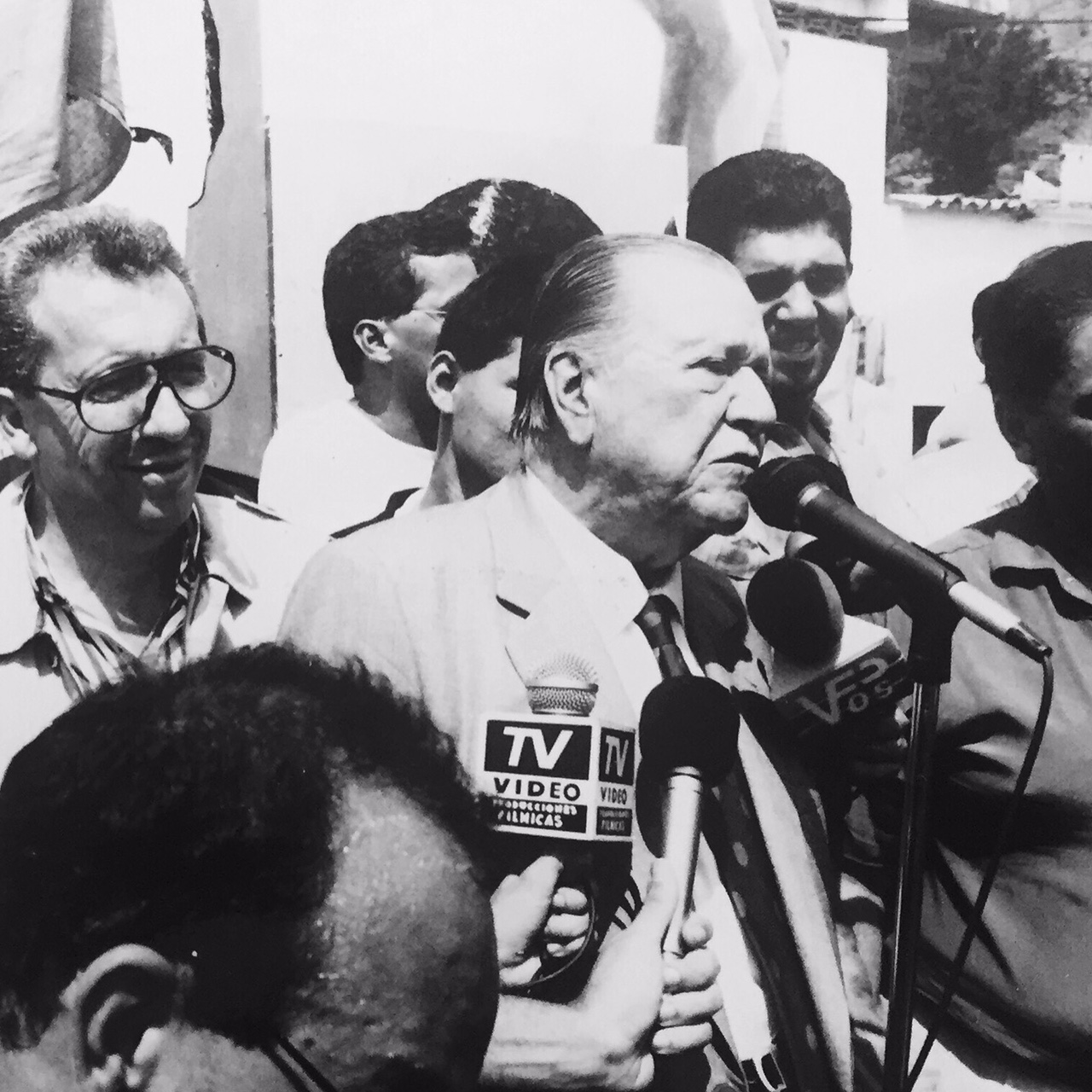
Rafael Caldera en la ciudad de Mérida durante la campaña presidencial.

Estas elecciones nacionales se desarrollaron meses después de la destitución de Carlos Andrés Pérez como Presidente de Venezuela, cargo que fue ocupado entre mayo de 1993 y febrero de 1994 por Octavio Lepage y Ramón José Velásquez, ambos de forma interina, mientras se designaba por vía electoral un nuevo Presidente para el quinquenio constitucional 1994-1999.
Estas elecciones se destacaron porque por primera vez desde las elecciones generales de 1968 más de dos candidatos tenían grandes posibilidades de ser elegidos como presidente, producto del desgaste político de los partidos tradicionales Acción Democrática y Copei, que habían configurado un bipartidismo que se acentuó a partir de la década de 1970, alternándose ambos el poder desde las elecciones efectuadas en 1958.

## Campaña electoral
Un tema recurrente en la campaña electoral fue la amnistía los participantes del 4F y el segundo intento de golpe de Estado a CAP.  Tres de los cuatro candidatos principales hicieron campaña electoral prometiendo indultarlos: Rafael Caldera (Convergencia), Claudio Fermín (AD) y Andrés Velásquez (La Causa Radical).

## Participantes
Todos los candidatos ocuparon cargos electos de relevancia, desde presidente de Venezuela, pasando por el de gobernador, hasta el de alcalde de la capital del país.[cita requerida]

### Convergencia
Rafael Caldera, expresidente de la República, y con 77 años para el momento de la elección, se «autoexcluyó» de Copei que era su propio partido que había fundado debido a que surgieron diferencias irreconciliables y pugnas internas entre sus integrantes especialmente desde el Congreso Socialcristiano de 1987, también criticó el rumbo a donde se estaba dirigiendo la nación debido al sistema bipartidista. Caldera venía profesando una crítica al sistema político venezolano desde el discurso en el Senado tras el golpe del 4 de febrero de 1992, cuando expresó «Es difícil pedirle al pueblo que se inmole por la libertad y por la democracia, cuando piensa que la libertad y la democracia no son capaces de darle de comer».Desde entonces empezó a liderar las encuestas de cara a las presidenciales.
Caldera empezó a barajar las posibilidades desde 1992 de concurrir como candidato independiente a las elecciones, y ya contaba con el posible apoyo del Movimiento al Socialismo, según declaró Teodoro Petkoff desde inicios de ese año.Caldera lanzó el movimiento «Copeyanos con Caldera» dirigido por su hijo Juan José Caldera, que buscaba el apoyo de la militancia socialcristiana para su candidatura independiente.
Finalmente Caldera no participó en los comicios internos de Copei de abril de 1993 y fundó en junio de ese año su partido Convergencia Nacional, el cual sirvió de plataforma política junto al MAS, y otros pequeños partidos de todo el espectro político para lo que luego se convertiría en «el Chiripero», nombre de su coalición que surgió primero de forma peyorativa de parte de sus adversarios, y que el propio Caldera terminaría adoptando para su campaña. En campaña, Caldera criticó las medidas económicas adoptadas por el gobierno del destituido Carlos Andrés Pérez, y cargó contra el «neoliberalismo». Caldera comparó a su adversario copeyano y antiguo aliado, Álvarez Paz con Pérez, por sus propuestas económicas.

### Acción Democrática
Claudio Fermín, es igualmente un sociólogo y entre sus cargos públicos anteriores se destacaba el de alcalde del Municipio Libertador de Caracas, su eslogan fue una especie de patriotismo «Yo creo en Venezuela».

### Copei
En un esfuerzo por mantener la unidad de COPEI, se propusieron elecciones primarias abiertas para el 25 de abril de 1993, en las que no solo los militantes de Copei, sino cualquier ciudadano venezolano con derecho a voto, podía participar. Esta iniciativa buscaba, entre otros fines, evitar divisiones y generar confianza dentro del partido.
Sin embargo, la situación se tornó más compleja cuando Rafael Caldera, uno de los líderes históricos de Copei, empezó a mostrar señales de distanciamiento y se planteó la posibilidad de lanzar una candidatura independiente, con el apoyo del Movimiento al Socialismo (MAS). A esto se sumó la participación de otras figuras políticas relevantes, como Oswaldo Álvarez Paz, gobernador de Zulia, y Humberto Calderón Berti, ex canciller, quienes también aspiraban a la presidencia. Álvarez Paz, por su parte, intentó posicionarse como una figura de «renovación sin ruptura», evocando la continuidad de la trayectoria política de Caldera, pero desde una perspectiva más joven y renovada.
Felipe Montilla, presidente de la Comisión Electoral Nacional, anunció los resultados parciales, aunque definitivos, a última hora de la tarde del 25 de abril: «60,9% para Álvarez Paz, 33,9% para Fernández y 5,2% para Humberto Calderón Berti». Álvarez Paz obtuvo casi el doble de votos que Eduardo Fernández, lo que consolidó su posición como el candidato favorecido en estas elecciones internas. 
El triunfo de Álvarez Paz generó inquietud entre los líderes de Copei, incluido el expresidente Luis Herrera Campíns, quien reconoció que, pese a las ventajas electorales que este candidato podría ofrecer, la figura de Rafael Caldera se les escapaba en un momento crucial. A pesar de su pesimismo previo sobre la fragmentación del partido, Herrera Campíns apeló a la esperanza de una reconciliación «Creo que ahora, más que nunca, se impone, no solamente la prédica, sino el ejercicio del diálogo para tratar de llegar a una unificación de los espíritus. Pienso que algo nuevo se está abriendo en el país y tenemos que actuar con mucho equilibrio, patriotismo y solidaridad».
Este resultado electoral, aunque favorable para Álvarez Paz, profundizó las divisiones dentro del partido, poniendo en duda su capacidad para presentarse como una fuerza unida de cara a las elecciones presidenciales de ese año.
El 29 de abril, desde Nueva York, Caldera comentó al respecto de los comicios internos: «Si yo he sostenido que el país no desea una fórmula partidaria, sino de unión para resolver los problemas, si hubiera ido a ese certamen y hubiera vencido, me hubiera convertido en el candidato de un partido e indudablemente sujeto a los condicionamientos de un cogollo».
Álvarez Paz abogó por la liberación de los líderes del golpe del 4 de febrero.

### La Causa Radical
Andrés Velásquez, ingeniero y sindicalista metalúrgico, su cargo público anterior fue el de gobernador del estado Bolívar.

## Resultados
El ganador fue Rafael Caldera, quien trató de capitalizar el disgusto por la corrupción denunciada que expulsó a su predecesor electo, Carlos Andrés Pérez, obteniendo de esta manera un segundo mandato constitucional, pues ya había sido presidente de Venezuela (1969-1974), pero en esta ocasión no se lanzó por el partido del cual fue fundador, el demócratacristiano Copei, sino por uno nuevo llamado Convergencia Nacional, que se unió a una coalición de partidos políticos muy heterogénea conocida como el Chiripero.
Según el CSE, la abstención fue del 39,84% del electorado; y los resultados fueron:
| Candidatos                         | Partido                                                           | Votos     | %     |
| ---------------------------------- | ----------------------------------------------------------------- | --------- | ----- |
| Rafael Caldera                     | Convergencia                                                      | 956.529   | 17,03 |
| Rafael Caldera                     | Movimiento al Socialismo                                          | 595.042   | 10,59 |
| Rafael Caldera                     | Unión Republicana Democrática                                     | 32.916    | 0,59  |
| Rafael Caldera                     | Movimiento Electoral del Pueblo                                   | 27.788    | 0,49  |
| Rafael Caldera                     | Movimiento de Integridad Nacional-Unidad                          | 19.386    | 0,35  |
| Rafael Caldera                     | Partido Comunista de Venezuela                                    | 19.330    | 0,34  |
| Rafael Caldera                     | Frente Unido Nacionalista                                         | 10.308    | 0,18  |
| Rafael Caldera                     | Organización Nacionalista Democrática Activa                      | 8.863     | 0,16  |
| Rafael Caldera                     | Acción Agropecuaria                                               | 7.154     | 0,13  |
| Rafael Caldera                     | Unidad por la Nueva Alternativa                                   | 6.285     | 0,11  |
| Rafael Caldera                     | El Pueblo al Poder                                                | 4.445     | 0,08  |
| Rafael Caldera                     | Avanzada Popular                                                  | 4.434     | 0,08  |
| Rafael Caldera                     | Frente de Integración Nacional                                    | 4.078     | 0,07  |
| Rafael Caldera                     | Unión Patriótica                                                  | 4.039     | 0,07  |
| Rafael Caldera                     | Integración Democrática de Altura                                 | 3.713     | 0,07  |
| Rafael Caldera                     | Fuerza de Acción Independiente                                    | 3.626     | 0,06  |
| Rafael Caldera                     | Movimiento Integral Democrático                                   | 2.786     | 0,05  |
| Rafael Caldera                     | Total                                                             | 1.710.772 | 30,46 |
| Claudio Fermín                     | Acción Democrática                                                | 1.304.849 | 23,23 |
| Claudio Fermín                     | Independientes con el Cambio                                      | 5.224     | 0,09  |
| Claudio Fermín                     | Fuerza Democrática Popular                                        | 3.992     | 0,07  |
| Claudio Fermín                     | Integración Renovadora Electoral                                  | 3.776     | 0,07  |
| Claudio Fermín                     | Factor Estabilizador                                              | 2.077     | 0,04  |
| Claudio Fermín                     | Movimiento de Organización Nacional con Honestidad Administrativa | 1.760     | 0,03  |
| Claudio Fermín                     | Organización Nacionalista Independiente                           | 1.507     | 0,03  |
| Claudio Fermín                     | Proyecto Social                                                   | 1.236     | 0,02  |
| Claudio Fermín                     | Nueva República                                                   | 866       | 0,02  |
| Claudio Fermín                     | Total                                                             | 1.335.287 | 23,60 |
| Oswaldo Álvarez Paz                | Copei                                                             | 1.241.645 | 22,11 |
| Oswaldo Álvarez Paz                | Renovación                                                        | 10.583    | 0,19  |
| Oswaldo Álvarez Paz                | Voluntarios                                                       | 6.624     | 0,12  |
| Oswaldo Álvarez Paz                | PAZ                                                               | 6.613     | 0,12  |
| Oswaldo Álvarez Paz                | Sentido Común                                                     | 5.908     | 0,11  |
| Oswaldo Álvarez Paz                | Gente Emergente                                                   | 5.133     | 0,09  |
| Oswaldo Álvarez Paz                | Total                                                             | 1.276.506 | 22,73 |
| Andrés Velásquez                   | La Causa Radical                                                  | 1.232.653 | 21.95 |
| Modesto Rivero                     | Organización Renovadora Auténtica                                 | 20.814    | 0,37  |
| Nelson Ojeda Valenzuela            | Fuerza Popular Independiente                                      | 18.690    | 0.33  |
| Luis Alberto Machado               | Revolución de la Inteligencia                                     | 6.851     | 0,12  |
| Fernando Bianco                    | Comunidad en Marcha                                               | 5.590     | 0,10  |
| José Antonio Cova                  | Nueva Generación Democrática                                      | 3.509     | 0,06  |
| José Antonio Cova                  | Movimiento Renovación Nacional                                    | 1.428     | 0,03  |
| José Antonio Cova                  | Total                                                             | 4.937     | 0,09  |
| Gabriel Puerta Aponte              | Movimiento por la Democracia Popular                              | 3.746     | 0,07  |
| Rhona Ottolina                     | Fórmula 1                                                         | 3.633     | 0,06  |
| Rómulo Abreu Duarte                | Fuerza Espiritual Venezolana Orientadora                          | 1.554     | 0,03  |
| Jesús Tang                         | Partido Nacionalista                                              | 1.251     | 0,02  |
| Blas García Núñez                  | Partido Ecológico Venezolano                                      | 1.198     | 0,02  |
| Juan Chacín                        | Poder Organizado Democrático de Estructura Renovadora             | 981       | 0,02  |
| Carmen de González                 | Cruzada Cívica Nacionalista                                       | 866       | 0,02  |
| Félix Díaz Ortega                  | Nuevo Orden                                                       | 780       | 0,01  |
| Temistocles Fernández              | Independiente Total                                               | 640       | 0,01  |
| Votos válidamente emitidos         | Votos válidamente emitidos                                        | 5.616.699 | 96,35 |
| Votos nulos                        | Votos nulos                                                       | 212.517   | 3,65  |
| Total de votos                     | Total de votos                                                    | 5.829.216 | 100   |
| Votantes registrados/participación | Votantes registrados/participación                                | 9.688.795 | 60,16 |
| Fuente: CNE.                       |                                                                   |           |       |

## Reacciones
Mientras que el presidente interino Ramón J. Velásquez de Acción Democrática (AD) elogió el proceso electoral, los partidos La Causa Radical, Convergencia y el Movimiento al Socialismo (MAS) denunciaron fraude electoral basándose, en parte, en que los votos y las actas hicieron escala entre las mesas y el CSE pasando por dependencias militares del Fuerte Tiuna. Rafael Caldera se declaró presidente antes de los resultados, basándose en encuestas privadas. En estados como Trujillo y Anzoátegui fueron anulados 110.000 votos aproximadamente, con lo cual los candidatos de AD y Copei lograron su elección. También se hallaron en una escuela de Caracas actas de mesa, sellos del CSE y votos legales, supuestamente depositados en urnas, lo que se denunció ante la juez Mildred Camero.
El candidato de La Causa Radical, Andrés Velásquez, obtuvo el 21,95% y presentó denuncias por irregularidades, diciendo que se impidió a funcionarios de su partido presenciar el conteo de votos, mientras que hubo miembros de AD y Copei en todos los centros de mesa. Andrés Caldera, hijo del presidente, también fue a la Fiscalía a denunciar. El 10 de diciembre de 1993 hubo cacerolazos en los barrios populares del norte y el oeste de Caracas.
El fiscal general, Ramón Escovar Salom, pidió inicialmente al Consejo Supremo Electoral (CSE) suspender la proclamación de senadores y diputados. Luis Alfaro Ucero, secretario general de AD, declaró: «El único partido que no ha denunciado fraude es AD, pero tampoco acepta los señalamientos que le hace el partido de Caldera. Es una tontería; si denuncian fraude, que lleven las pruebas a todas las instancias legales».